# Charles Seeger
Pour les articles homonymes, voir Seeger.
Charles Seeger ou Charles Louis Seeger Jr. (14 décembre 1886 – 7 février 1979) est un musicologue, compositeur, professeur et folkloriste américain. Il est le père des chanteurs folkloriques américains Pete Seeger (1919-2014), Peggy Seeger (née en 1935) et Mike Seeger (1933-2009). Il est également le frère du poète de la Première Guerre mondiale Alan Seeger (1888-1916) et de l'autrice et éducatrice pour enfants Elizabeth Seeger (1889-1973).

## Biographie

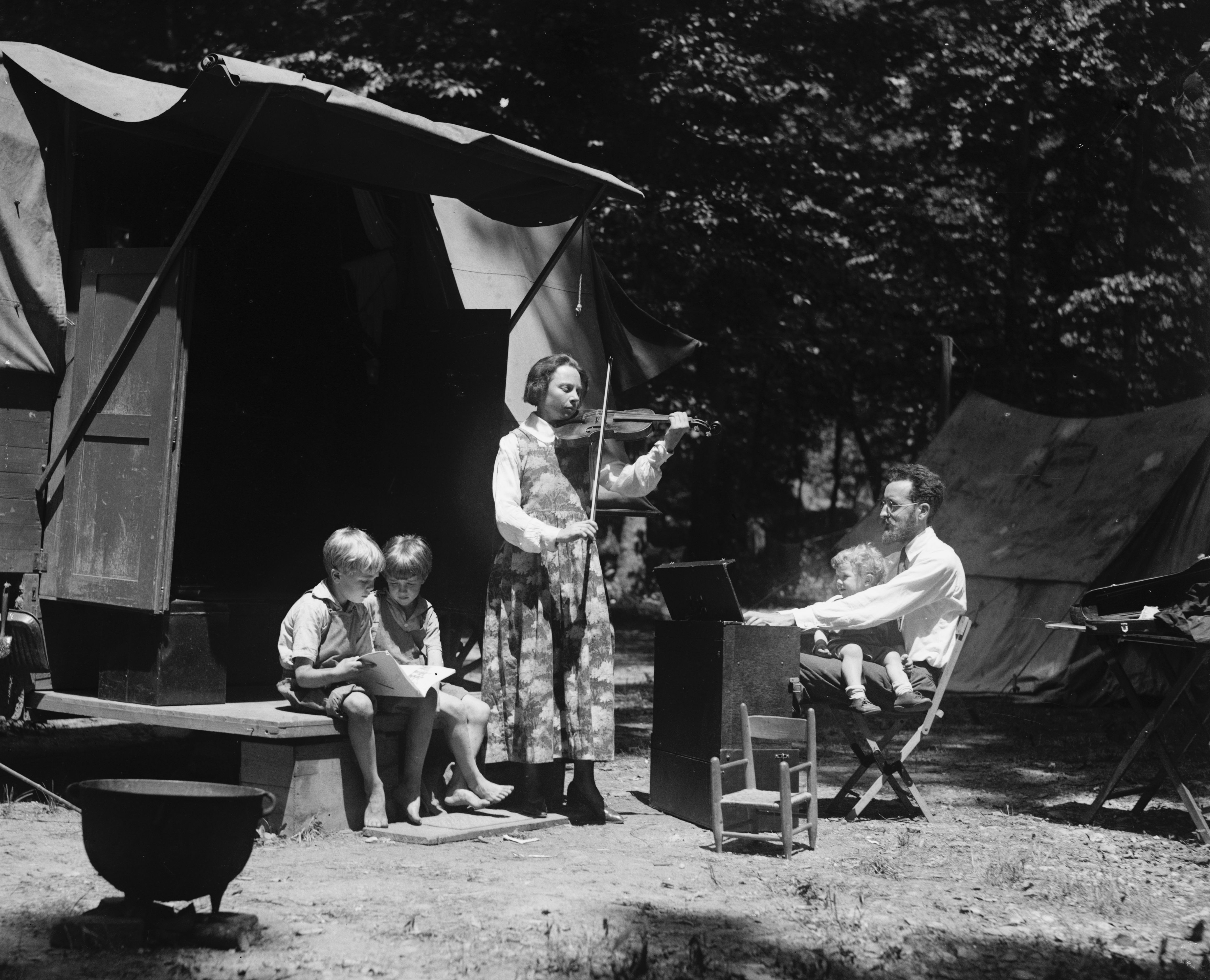
Charles Seeger et sa famille en 1921

Charles Seeger naît à Mexico de parents américains, Elsie Simmons (née Adams) et Charles Louis Seeger. Dans les années 1890, la famille s'installe à New York. Il est diplômé de l'Université Harvard en 1908. Il se rend ensuite à Cologne, en Allemagne, où il dirige l'Opéra de Cologne.  
Souffrant d'une déficience auditive, il quitte l'Europe pour occuper un poste de professeur de musique à l'Université de Californie à Berkeley,  il y enseigne de 1912 à 1916 avant d'être renvoyé pour son opposition publique à l'entrée des États-Unis dans la Première Guerre mondiale. Son frère Alan Seeger est tué au combat le 4 juillet 1916, alors qu'il sert comme membre de la Légion étrangère française. Charles Seeger enseigne ensuite à la Juilliard School de New York de 1921 à 1933 et à la New School for Social Research de 1931 à 1935. Parmi les nombreux intérêts spécifiques de Seeger figurent l'écriture musicale « prescriptive et descriptive » et la définition de ce que l'on entend par style de chant. 
En compagnie du compositeur Henry Cowell, des ethnomusicologues George Herzog et Helen Heffron Roberts et de Dorothy Lawton de la Bibliothèque publique de New York, Seeger est l'un des membres fondateurs de l'American Society for Comparative Musicology en 1933, l'organisation mère de l'American Library of Musicology (ALM). Seeger souhaitait faire de l'ALM un éditeur de ressources liées à la musique, mais l'organisme cesse d'exister en 1936. 
En 1936, il est à Washington en tant que conseiller technique à la division musicale de la Resettlement Administration (plus tard rebaptisée Farm Security Administration). De 1957 à 1961, il enseigne à l'Université de Californie à Los Angeles. De 1961 à 1971, il est professeur de recherche à l'Institut d'ethnomusicologie de l'UCLA. En 1949 et 1950, il est professeur invité de théorie de la musique à l'école de musique de l'Université Yale. De 1935 à 1953, il occupe des postes au sein de la Resettlement Administration et de la Works Projects Administration (WPA).
Pionnier de la musicologie américaine, musicien universitaire actif, auteurs d'articles sur la musique et la recherche musicale ainsi que sur la responsabilité du musicien et du musicologue envers la société, Charles Seeger meurt le 7 février 1979 à Bridgewater, dans le Connecticut. 